# السلالة الخلوية بي سي 12
السلالة الخلوية «بّي سي 12» هي سلالة خلوية مشتقة من ورم القواتم الذي يصيب لب الغدة الكظرية لدى الجرذان، إذ تتميز بمنشئها الجنيني من العرف العصبي الذي يضم مزيجًا من الخلايا العصبية البدائية والخلايا المحبة لليوزين.

## التمايز
يشير منشؤها الجنيني من الخلايا العصبية البدائية إلى قدرتها على التمايز بسهولة إلى خلايا شبيهة بالعصبونات على الرغم من عدم اعتبارها عصبونات بالغة. يشير مصطلح «شبيهة بالعصبونات» إلى تشاركها بعض الخصائص مع العصبونات، إذ ينطوي في هذه الحالة على تحرير النواقل العصبية بواسطة الحويصلات. تتوقف خلايا «بّي سي 12» عن الانقسام وتتمايز بشكل نهائي عند معالجتها بعامل نمو العصب أو الديكساميتازون. يمنح هذا خلايا «بّي سي 12» أهمية خاصة كنظام نموذجي من أجل التمايز العصبوني والإفراز العصبي.

### عامل نمو العصب
تؤدي معالجة خلايا «بّي سي 12» بعامل نمو العصب إلى الحصول على خلايا ذات استطالات طويلة معروفة باسم الدوالي المحوارية، إذ تحتوي على كميات صغيرة من الحويصلات. لا تظهر خلايا «بّي سي 12» المعالجة بعامل النمو العصبي لمدة 10-14 يوم أي تحرير للحويصلات من جسم الخلية ما يشير إلى تراكم الحويصلات في النهايات المحوارية.

### ديكساميتازون
تؤدي معالجة خلايا «بّي سي 12» بالديكساميتازون إلى تمايزها إلى خلايا شبيهة بالكرومافين. من خلال استخدام تسجيل الالتقاط الرقعي والأمبيرية، أمكن رصد زيادة ملحوظة في الحجم الكمي، والاستثارية والاقتران بين قنوات الكالسيوم ومواقع تحرير الحويصلات، مع زيادة من 10−19 × 2~ إلى 10−19 × 6.5~ مول.

## التأثيرات الدوائية على الحويصلات
أظهرت الأبحاث اختلافات في حجم الحويصلات وحجمها الكمي بالاستناد إلى معالجتها بمواد دوائية معينة.
- أظهر دواء الليفودوبا زيادة في متوسط الحجم الكمي عند المعالجة به لمدة 40-90 دقيقة فقط.
- أدت المعالجة بالأمفيتامين أو الريزيربين إلى إنقاص المحتوى الحويصلي.
- أظهر حقن المعادن الثقيلة بما في ذلك الرصاص (II)، أو الكالديوم (II)، أو السترونيوم (II) أو الباريوم (II) وجود ناهضات سينابتوتاغمين مستشعر الكالسيوم.
- خضعت المركبات العضوية الأخرى للدراسة باستخدام هذه السلالة الخلوية من أجل فهم تأثيراتها على خلايا «بّي سي 12». أظهرت هذه الدراسات إمكانية استخدام السلالة الخلوية «بّي سي 12» كنموذج لدراسات السمية العصبية الماضية والمستقبلية.

## التأثيرات الدوائية على استقلاب الدوبامين
درست الأبحاث خلايا «بّي سي 12» من أجل تقييم إمكانية التعديل الدوائي لنواتج استقلاب الدوبامين مثل «دي أو بّي إيه إل»، الذي يُعد أحد السموم الذاتية التي تلعب دورًا في الإمراضية الكامنة خلف الإصابة بمرض باركنسون.
- أدى اثنان من مثبطات «إم إيه أو – بي»، الراساجيلين والسيليجيلين، إلى التقليل من تشكل «دي أو بّي إيه إل».
- فشلت غالبية مثبطات «إم إيه أو – إيه» في التقليل من تشكل «دي أو بّي إيه إل». مع ذلك، تمكن مثبط «إم إيه أو – إيه» غير القابل للعكس، الكلورجيلين، من تقليل إنتاج «دي أو بّي إيه إل».

## الأبحاث
أمكن استخدام السلالة الخلوية «بّي سي 12» بهدف الحصول على مزيد من المعلومات المتعلقة بأمراض الدماغ. استُخدمت هذه الخلايا في أبحاث نقص التأكسج، إذ أدى نقص التأكسج الحاد إلى تحريض عملية الإخراج الخلوي بينما تسبب نقص التأكسج المطول في تحريض حالة مفرطة من الإخراج الخلوي. استُخدمت خلايا «بّي سي 12» في محاولة تحديد جزء بروتين البريون المسؤول عن الخلل الوظيفي العصبوني.
بالإضافة إلى المسار أحادي الأمين (الدوبامين والنور أدرينالين)، أشارت التقارير إلى قدرة خلايا «بّي سي 12» على التعبير عن كل من مسارات الكينورينين والسيروتونين. تشمل الأدلة الداعمة لهذا التأكيد أدلة «آر تي – بّي سي آر» للتعبير عن الإنزيمات المطلوبة والتغيرات في التعبير عند المعالجة بالميلاتونين. أبدى الباحثون الذين أسسوا السلالة الخلوية «بّي سي 12» لأول مرة وجهة نظر مخالفة فيما يتعلق بالتعبير عن مسار السيروتونين بواسطة خلايا «بّي سي 12».